# Kerpen
Kerpen ist eine große kreisangehörige Stadt im Rhein-Erft-Kreis in Nordrhein-Westfalen, Deutschland. Die Stadt liegt im rheinischen Braunkohlerevier und in der Kölner Bucht nur wenige Kilometer westlich von Köln. Seit dem 19. März 2012 führt Kerpen den offiziellen Zusatz Kolpingstadt. Kerpen ist mit 66.585 Einwohnern (31. Dezember 2024) die bevölkerungsreichste Stadt des Rhein-Erft-Kreises.

## Geographie

### Geographische Lage
Östlich des Stadtzentrums Kerpen verläuft die Erft (aus der Eifel kommend) mit den Erftauen und teilt die Gemeinde, weiter östlich befindet sich die Ville. Der Neffelbach verläuft von Nörvenich kommend in nordöstliche Richtung und fließt noch auf Kerpener Gemeindegebiet in die Erft. Südlich von Kerpen ragen noch vereinzelte Ausläufer der Nordeifel in das Flachland. Kerpen liegt ebenfalls in der Jülich-Zülpicher Börde. Ein kleiner Teil des Tagebaues Hambach und ein großer Teil des Hambacher Forstes liegen auf dem Gebiet der Stadt Kerpen.

### Nachbargemeinden
Im Norden grenzt Kerpen an die Kreisstadt Bergheim, im Nordwesten an die Stadt Elsdorf, im Westen an die Gemeinde Merzenich und im Südwesten an Nörvenich (beide im Kreis Düren). Im Süden grenzt Kerpen an Erftstadt, im Südosten an Hürth und im Osten an Frechen.

### Stadtgliederung
Aufgelistet sind die Stadtteile mit ihren Einwohnerzahlen von 2021. Dazu kommen vereinzelt noch Weiler.
| Ortsteil                                                                     | Einwohner |
| ---------------------------------------------------------------------------- | --------- |
| Balkhausen                                                                   | 2554      |
| Blatzheim (mit Bergerhausen, Dorsfeld, Geilrath, Niederbolheim und Gehöften) | 3523      |
| Brüggen                                                                      | 4762      |
| Buir                                                                         | 3889      |
| Horrem (mit Götzenkirchen)                                                   | 13.098    |
| Kerpen (Kernstadt) (mit Langenich)                                           | 15.145    |
| Manheim-Alt                                                                  | 41        |
| Manheim-neu                                                                  | 1478      |
| Mödrath                                                                      | 1245      |
| Neu-Bottenbroich                                                             | 953       |
| Sindorf                                                                      | 18.402    |
| Türnich                                                                      | 3451      |
| Gesamt                                                                       | 68.541    |

### Konfessionsstatistik
Der Anteil der Protestanten und Katholiken an der Gesamtbevölkerung sinkt jährlich um 1 Prozentpunkt. Gemäß dem Zensus 2022 waren 39,4 % der Einwohner katholisch, 13,2 % evangelisch, und 47,4 % waren konfessionslos, gehörten einer anderen Glaubensgemeinschaft an oder machten keine Angabe. Im städtischen Durchschnitt bekannten sich 2014 noch 47 % der Bevölkerung zur römisch-katholischen Konfession und 15,4 % zur evangelischen. 37,6 % der Bevölkerung wurden als Personen ohne Angaben zu ihren Konfessionen (sofern vorhanden) statistisch geführt (2011 - 35 %).

## Geschichte
Kerpen wurde erstmals im Jahre 871 unter dem Namen „Kerpinna“ urkundlich erwähnt.
Die Brüder Garsilius und Nikolaus von Kerpen beurkundeten als Reichsministeriale zusammen mit anderen Reichshohen am 1. August 1143 eine Königsurkunde des römisch-deutschen Stauferkönigs Konrad III. in Cochem.
Am 2. August 1276 tauscht Wenemar von Gymnich aus seinem Besitz den Ort Buschfeld gegen das im Besitz seiner Schwester Beatrix als der Witwe des Johann von Kerpen und deren Kinder befindliche Königsgut der Burg zu Kerpen ein. Im Mai 1281 bittet der englische König Eduard I. in einem Schreiben an den damaligen deutschen König Rudolf I. von Habsburg, die Reichsburgen Kerpen und Werden an Wenemar von Gymnich zu übertragen. Woraufhin König Rudolf I. von Habsburg am 16. Mai 1281 die Belehnung des „herrlich gelobten Wenemar von Gemenich“ und dessen Erben beiderlei Geschlechts mit der Burg Kerpen (an der Erft zwischen Köln und Düren) und allem Zubehör, „so wie sie Wenemar von seiner Schwester Beatrix erkauft habe“, beurkundend vornimmt.
Nur ein Jahr nach seiner eigenen Belehnung im Mai 1282 verkauft Wenemar von Gymnich seine Burg Kerpen an Herzog Johann I. von Brabant. Am 11. Februar 1284 übergab König Rudolf I. von Habsburg die Burg mit Königsbeurkundung an Johann I. von Brabant.
Nach der Schlacht von Worringen 1288 wurde Kerpen brabantische Enklave mitten im vom Kurfürstentum Köln und der Grafschaft Jülich beherrschten Gebiet, was Kerpen zu einer tatsächlichen Eigenständigkeit verhalf. Das Herzogtum Burgund übernahm das brabantische Erbe, das nach dem Tod Karls des Kühnen 1477 an das Haus Habsburg überging. Als der römisch-deutsche Kaiser und spanische König Karl V. 1522 seine Herrschaftsgebiete unter seinen Söhnen aufteilte, fiel Kerpen mit den Spanischen Niederlanden an den König von Spanien. Bis zum Frieden von Utrecht 1712 blieb Kerpen spanisch – noch in den 1970er Jahren erinnerte die heute nicht mehr existierende Gastwirtschaft „König von Spanien“ in der heutigen Stiftsstraße daran.
Anschließend wurde Kerpen mit dem ihm herrschaftlich verbundenen Lommersum eigenständige Reichsgrafschaft unter dem Grafen von Schaesberg. Mit der Besitzergreifung des Linken Rheinufers durch französische Revolutionstruppen verlor Kerpen 1794 seine Unabhängigkeit, wurde aber 1798 Kantonssitz. Zu diesem Kanton gehörten die Mairien Blatzheim, Buir, Kerpen, Sindorf und Türnich. Der Kanton Kerpen war dem Arrondissement Köln im Rur-Departement zugeteilt. 1815 wurde Kerpen nach dem Wiener Kongress Bestandteil der preußischen Rheinprovinz im Kreis Bergheim (Erft). Kerpen erhielt 1941 die Stadtrechte.
Das heutige Kerpen ist am 1. Januar 1975 aus der damaligen Stadt Kerpen und sieben bis dahin eigenständigen Gemeinden im Rahmen einer Gemeindereform durch das Köln-Gesetz von 1974 entstanden. Die Stadtteile sind überwiegend noch immer durch große freie Flächen voneinander getrennt und haben sich daher eine gewisse Eigenständigkeit erhalten.
Die Stadtteile Mödrath und Bottenbroich wurden aufgrund des Braunkohletagebaus Frechen in den 1950er Jahren umgesiedelt. Die Einwohner des alten Mödrath bekamen ein Baugebiet im Nordosten Kerpens zugewiesen, die Einwohner Bottenbroichs ein Baugebiet im Osten Horrems. Ein Überbleibsel der Umsiedlung ist das Präfix „Neu-“ im Namen Neu-Bottenbroich.
Der Ortsteil Manheim wird etwa bis 2022 dem Tagebau Hambach weichen. Die Einwohner bestimmten in einer Abstimmung Kerpen-Dickbusch als Umsiedlungsstandort. Der neue Standort Dickbusch wird seit dem Frühjahr 2012 bebaut. Seit 2016 können auch hinzugezogene Einwohner ein Grundstück erwerben.

## Politik

### Stadtrat
Die Kommunalwahlen seit 2009 führten zu folgenden Ergebnissen:
| Partei/Liste | Partei/Liste | CDU   | SPD   | Grüne | FDP  | Linke | BBK* | UWG  | Piraten** | AfD  | Gesamt | Wahlbeteiligung |
| ------------ | ------------ | ----- | ----- | ----- | ---- | ----- | ---- | ---- | --------- | ---- | ------ | --------------- |
| 2020         | Sitze        | 17    | 12    | 8     | 2    | 2     | 1    | 1    | 1         | 2    | 46     | 51,14 %         |
| 2020         | %            | 37,66 | 25,04 | 17,80 | 5,09 | 3,26  | 2,61 | 1,83 | 3,14      | 3,58 | 100    | 51,14 %         |
| 2014         | Sitze        | 19    | 15    | 5     | 2    | 2     | 1    | 1    | 1         | –    | 46     | 46,23 %         |
| 2014         | %            | 40,97 | 32,88 | 10,66 | 4,75 | 4,29  | 3,17 | 1,19 | 2,09      | –    | 100    | 46,23 %         |
| 2009         | Sitze        | 18    | 15    | 5     | 4    | 2     | 1    | 1    | –         | –    | 46     | 54,26 %         |
| 2009         | %            | 38,85 | 33,32 | 10,53 | 8,94 | 4,20  | 2,89 | 1,27 | –         | –    | 100    | 54,26 %         |

* Bürger Bündnis Kerpen000** Piraten Kerpen

### Bürgermeister
Zum Bürgermeister gewählt wurde 2015 Dieter Spürck (CDU) mit 57,64 Prozent der Stimmen. Er wurde 2020 in der Stichwahl mit 51,81 Prozent der Stimmen im Amt bestätigt.

### Städtepartnerschaften
- Sankt Vith, Belgien, seit 1975
- Oświęcim (Auschwitz), Polen, seit 1997

Um die Beziehungen durch Vereine, Schulen und Politik kümmert sich der Partnerschaftsverein. Die Partnerschaft mit St. Vith ist aus den Beziehungen der nach dem Versailler Vertrag aus dem Eisenbahnknoten St. Vith zum neuen Knoten Mödrath (an der Bahntrasse zur Ahr) umgesiedelten Bediensteten der Reichsbahn entstanden. Seit 1975 wird die Partnerschaft von der Stadt gepflegt.
Die Partnerschaft mit Oswiecim (Auschwitz) wurde 1997 beurkundet. Seit 1991, also direkt nach der Öffnung Polens zum Westen, pflegte das Tagesheimgymnasium (THG) Kerpen schon eine Schulpartnerschaft mit einem Lyzeum in Oswiecim. Diese Schulpartnerschaft wird auch heute noch zwischen dem Europagymnasium Kerpen und der Oberschule in Oswiecim weiter gepflegt.

### Wappen, Banner und Flagge

#### Wappen
| Wappen von Kerpen | Blasonierung: „Gespalten und vorn geteilt, vorn oben in schwarz ein rotbezungter und bewehrter goldener Löwe; unten in silber ein rotbezungter, golden gekrönter und bewehrter, doppelschwänziger roter Löwe, hinten in Gold ein roter Turm mit Walmdach und offenem, schwarzen Fallgatter.“ |
| Wappen von Kerpen | Wappenbegründung: Der Limburger und der Brabanter Löwe sind dem Kerpener Schöffensiegel von 1306 entnommen, sie weisen auf die Kerpener Territorialgeschichte hin: da Kerpen seit Ende des 13. Jahrhunderts zusammen mit dem ehemals Limburgischen Lommersum zu Brabant gehörte, ist neben dem Brabantischen auch der Limburger Löwe zu sehen. Hinten ist in Gold als Symbol für die Kerpener Burg ein roter Torturm mit offenem Fallgitter abgebildet. Der Stadt Kerpen ist mit Urkunde des Regierungspräsidenten in Köln vom 10. September 1976 das Recht zur Führung eines Wappens, einer Flagge und eines Banners verliehen worden. |

#### Flagge

Banner
Hissflagge

Als Banner: „Gold (Gelb)-Rot-Gold (Gelb) im Verhältnis 1:4:1, längsgestreift mit dem über die Mitte nach oben verschobenen Wappenschild der Stadt.“
Als Hissflagge: „Gold (Gelb)-Rot-Gold (Gelb) im Verhältnis 1:4:1, längsgestreift mit dem zur Stange verschobenen Wappenschild.“

## Kultur und Sehenswürdigkeiten

### Museen

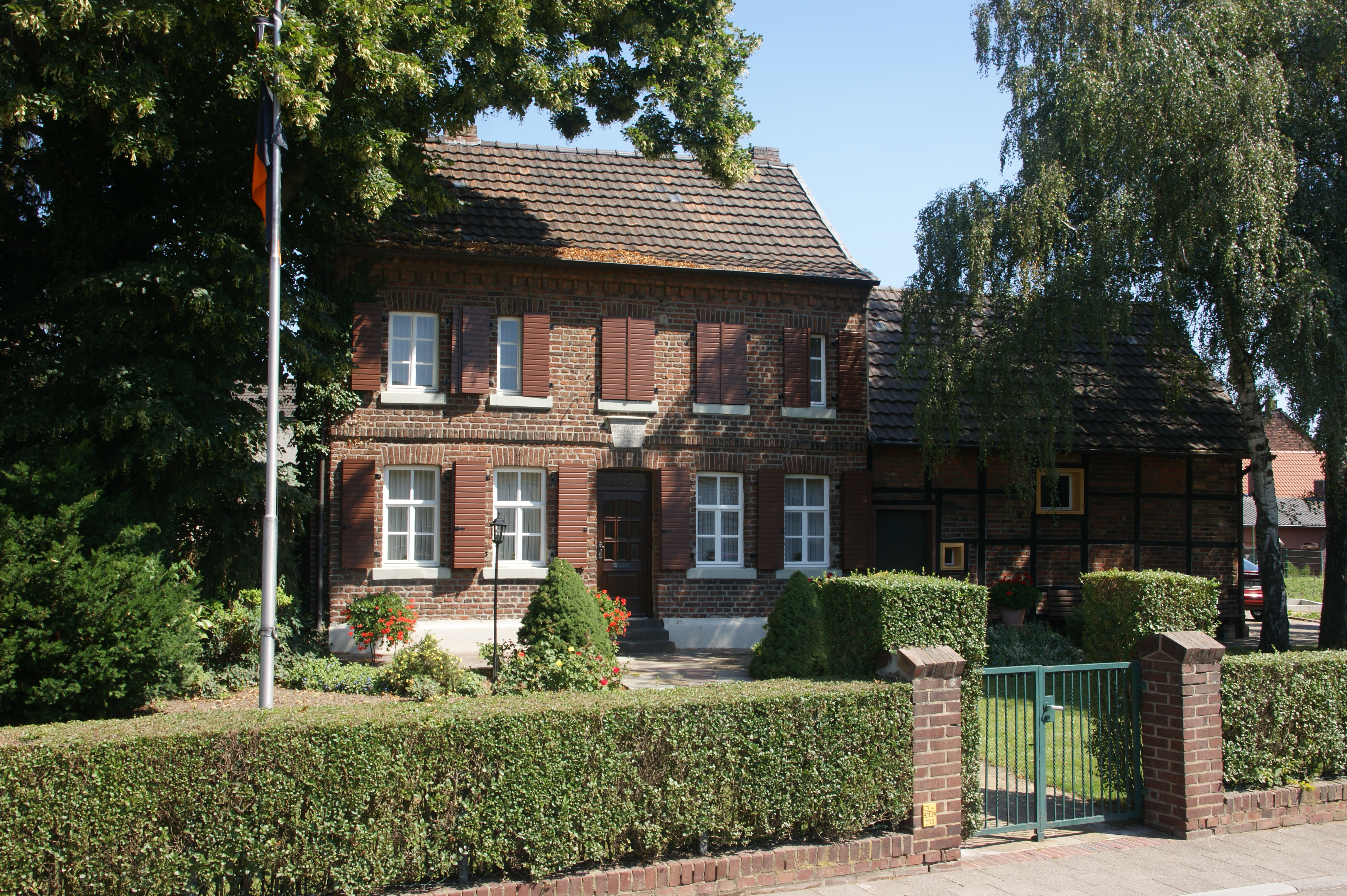
Geburtshaus Kolpings in Kerpen

- Das Adolph-Kolping-Museum in Kerpen wurde in einem Nebengebäude des Hauses eingerichtet, das Adolph Kolpings Bruder an der Stelle von Kolpings Geburtshaus neu erbaut hatte. Haus und Ausstellung wurden aus Anlass des 200. Geburtstags des Namensgebers gründlich renoviert und neu geordnet.[15][16]
- Haus für Kunst und Geschichte[17]
- Museum H. J. Baum[18]
- Das Museum für Rennsportgeschichte in der Villa Trips in Kerpen-Horrem war vor allem der Erinnerung an den verunglückten Rennfahrer Graf Berghe von Trips gewidmet.[19] Es ist seit Januar 2015 endgültig aufgelöst. 5000 Teile der Sammlung wurden vereinbarungsgemäß in das Prototyp-Museum, Hamburg, als Dauerleihgaben überstellt. Der schriftliche Nachlass geht ans Stadtarchiv und steht dort auch der Forschung zur Verfügung.[20]
- Die Welt der Schumachers, Rennsportmuseum[21]
- Schreibmaschinenmuseum QWERTZUIOPÜ in Kerpen-Sindorf[22]
- Traktorenmuseum der Gebrüder Stollenwerk auf der Wasserburg Bergerhausen[23]
- Naturkundemuseum „Martin Reimer“ der Stadt Kerpen in Kerpen-Brüggen[24]

### Bauwerke

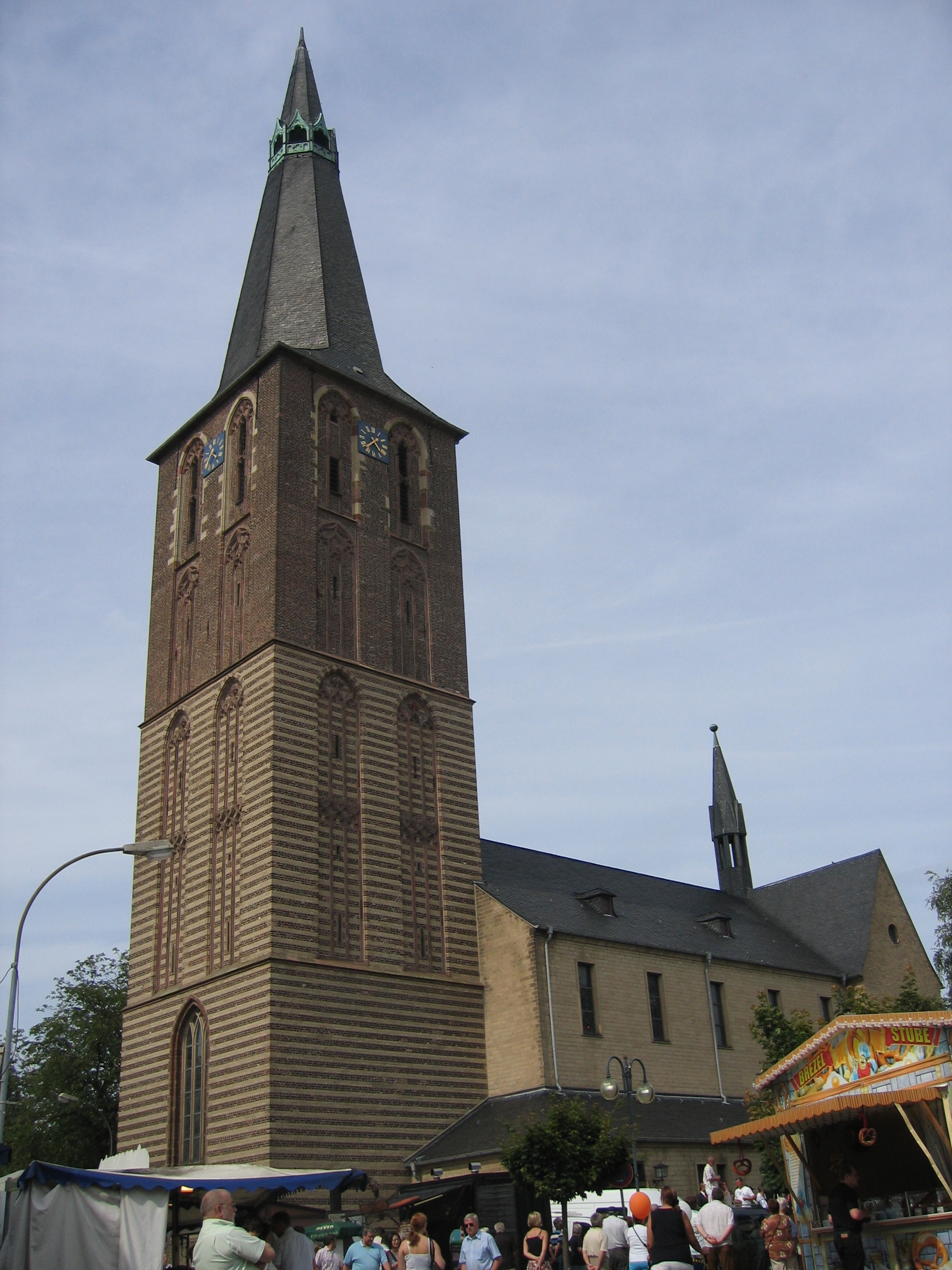
Stiftskirche St. Martin im Ortskern von Kerpen

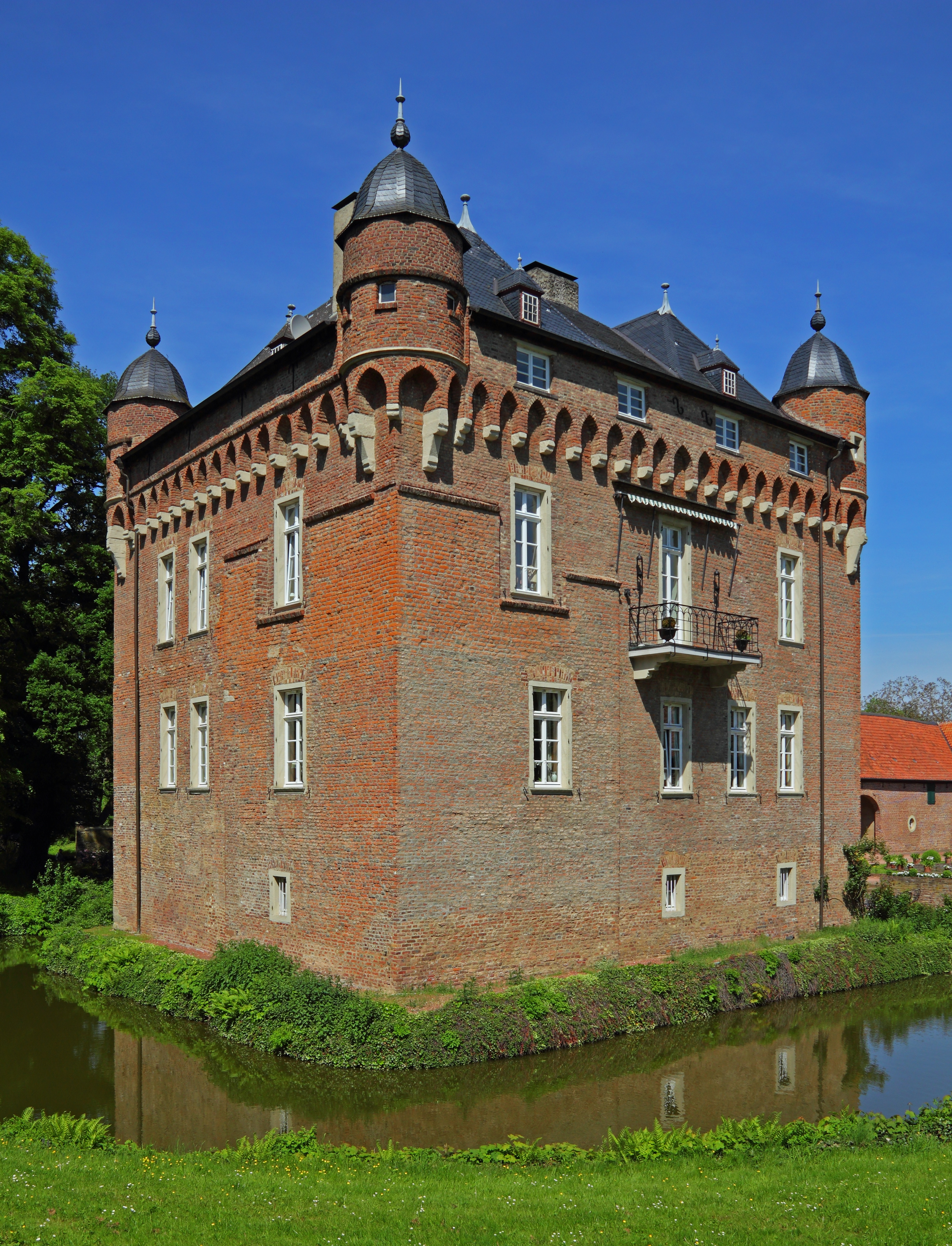
Schloss Loersfeld

#### Im Stadtkern
- Stiftskirche: Der Kirchturm von St. Martinus ist mit seinen 78 m nach dem Kölner Dom und dem Bonner Münster der dritthöchste im Erzbistum Köln. Der achtseitige Spitzhelm, der nach einem Brand durch Blitzschlag 1817 verkürzt wurde, ist 1902 wieder um 12 m zur alten Höhe ergänzt worden.[25]
- Evangelische Johanneskirche von 1853, neuromanisch
- Neue Moschee am Marktplatz
- Schloss Loersfeld mit sehenswertem Schlosspark
- An die Alte Kerpener Burg erinnert nur ein Hügel in der Nähe „Burgstraße“ und „An der alten Burg“.
- Burg Mödrath
- Der jüdische Friedhof

#### In den Ortsteilen
- Burg Bergerhausen in Kerpen-Bergerhausen
- Ev. Johannes-Bugenhagen-Kirche in Kerpen-Blatzheim
- Kommandeursburg in Kerpen-Blatzheim
- Der gotische Torbogen der ehemaligen Burg Brüggen in Kerpen-Brüggen
- Der jüdische Friedhof in Kerpen-Brüggen
- Die Kirche St. Josef in Kerpen-Brüggen
- Die Kirche St. Cyriakus in Kerpen-Götzenkirchen
- Burg Hemmersbach in Kerpen-Horrem
- Clemenskirche in Kerpen-Horrem
- Der jüdische Friedhof in Kerpen-Sindorf
- Die Kirche St. Ulrich in Kerpen-Sindorf, erbaut 1484
- Schloss Türnich in Kerpen-Türnich

#### Mühlen
- Obermühle (Kerpen)
- Langenicher Mühle
- Sindorfer Mühle

### Parks
- Papsthügel auf dem Marienfeld, dem Veranstaltungsort des Weltjugendtags 2005
- Park Schloss Türnich mit der sogenannten Lindenkathedrale
- Park Burg Bergerhausen

### Naturdenkmäler
Kerpen liegt mit den Naturschutzgebieten Kerpener Bruch/Parrig und Dickbusch, Lörsfelder Busch, Steinheide im Naturpark Rheinland. Das neue Informationszentrum für den nördlichen Teil des Naturparks, die Gymnicher Mühle an der Erft, liegt jenseits der Grenze zu Gymnich. Seit wenigen Jahren ist auch das Rekultivierungsgebiet des ehemaligen Braunkohletagebaus Frechen zu einer Naturlandschaft mit mehreren Seen etc. geworden; es ist seit dem Papstbesuch zum XX. Weltjugendtag im Jahre 2005 unter dem Namen Marienfeld bekannt. Der größte See hier ist der Boisdorfer See.

### Sport
Die Kartbahn Erftlandring in Manheim ist als Michael Schumachers Hausbahn über die Ortsgrenzen hinaus bekannt. Für junge Rennsportler gibt es seit 1977 den Seifenkistenverein Flinke Flitzer. Seit seiner Gründung 1977 bis 2008 hat der Verein bereits einen zweiten und einen dritten Platz bei den deutschen Meisterschaften gewonnen. Das Vierjahreszeitenbad Erftlagune in Sindorf sowie das Türnicher Freibad sind Stätten für Wassersport. In Türnich wird eine Minigolfanlage betrieben.
Seit 2012 darf sich Kerpen Fahrradfreundliche Stadt nennen.

## Wirtschaft und Infrastruktur

### Wirtschaft
Kerpen und seine Stadtteile sind immer noch geprägt von der im Umkreis liegenden Braunkohleindustrie des Rheinischen Braunkohlereviers mit Tagebauen und Brikett-Fabriken. Der Tagebau Frechen im Osten ist ausgekohlt – dort befindet sich ein Rekultivierungsgebiet mit dem vom Weltjugendtag 2005 bekannten Marienfeld – (kleinere Felder wie das der Grube Louise bei Brüggen/Türnich mit Brikettfabriken I und II waren schon 1952 erschöpft), der neue Tief-Tagebau Hambach rückt an den Ortsteil Manheim heran.
An die Sindorfer Glashütte 1911 bis 1978 erinnert nur noch die Hüttenstraße mit den ehemaligen Werkswohnungen. Die Braunkohlekraftwerke auf dem Villerücken sind nicht weit entfernt und bieten auch Kerpenern Arbeit. Die Autozubehörfirma Visteon hat ihre Europazentrale mit ca. 770 Mitarbeitern in Sindorf. Außerdem hat der Kabelnetzbetreiber Unitymedia seine technische Zentrale in Sindorf. Neben der Deutschlandzentrale des IT-Systemdienstleisters Computacenter mit 4.700 Mitarbeitern in Deutschland zählt vor allem auch die Firma Boll & Kirch Filterbau mit ihren ca. 600 Mitarbeitern zu den größten Arbeitgebern in Sindorf.
Europäische Bedeutung hat auch der NATO-Militärflugplatz Nörvenich. Die dort stationierten Luftwaffensoldaten sind in der Kerpener Boelcke-Kaserne und in der Nörvenicher Kaserne Haus Hardt untergebracht. Alleine das Luftwaffengeschwader 31 „Boelke“ umfasst (Stand September 2024) 1.130 zivile und militärische Angestellte. Hinzu kommen Einheiten des Zentralen Sanitätsdienstes. Die Bundeswehr plant langfristig mit der Weiternutzung beider Standorte.
Durch die Schaffung des EKK (Erft-Karree-Kerpen) in Kerpen mit den Großfilialisten Obi, Kaufland, Saturn,  Roller und Intersport sowie vielen kleineren Handelsunternehmen, ist in Sindorf mit dem „Modepark“ mit Unternehmen wie Modepark Röther, C&A, Woolworth, KiK u. v. m. ein wichtiges Einkaufszentrum entstanden, welches auch viele Kunden aus den benachbarten Städten anzieht.

### Verkehr

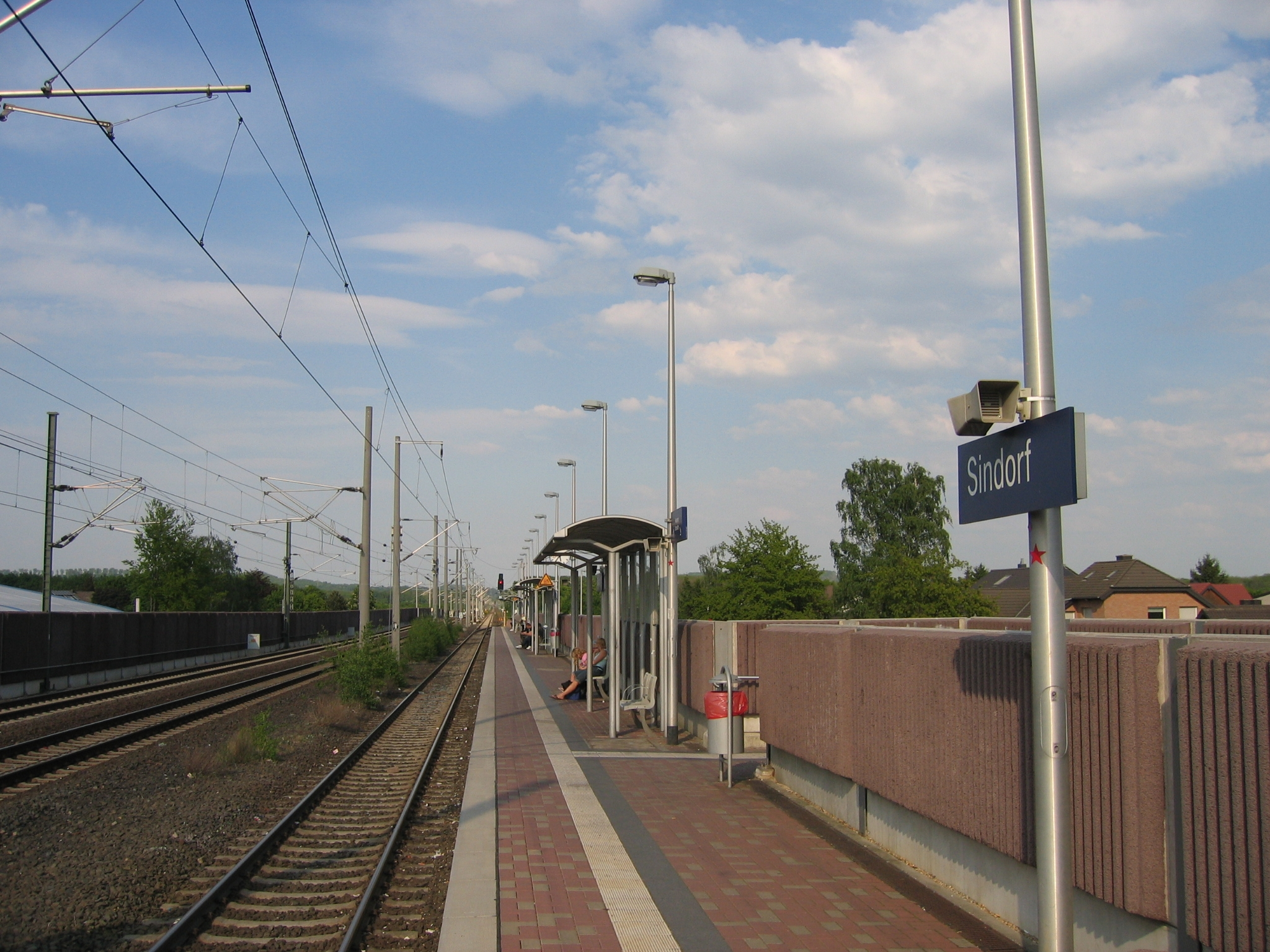
Der umgebaute S-Bahnhof Sindorf an der Strecke Köln–Aachen

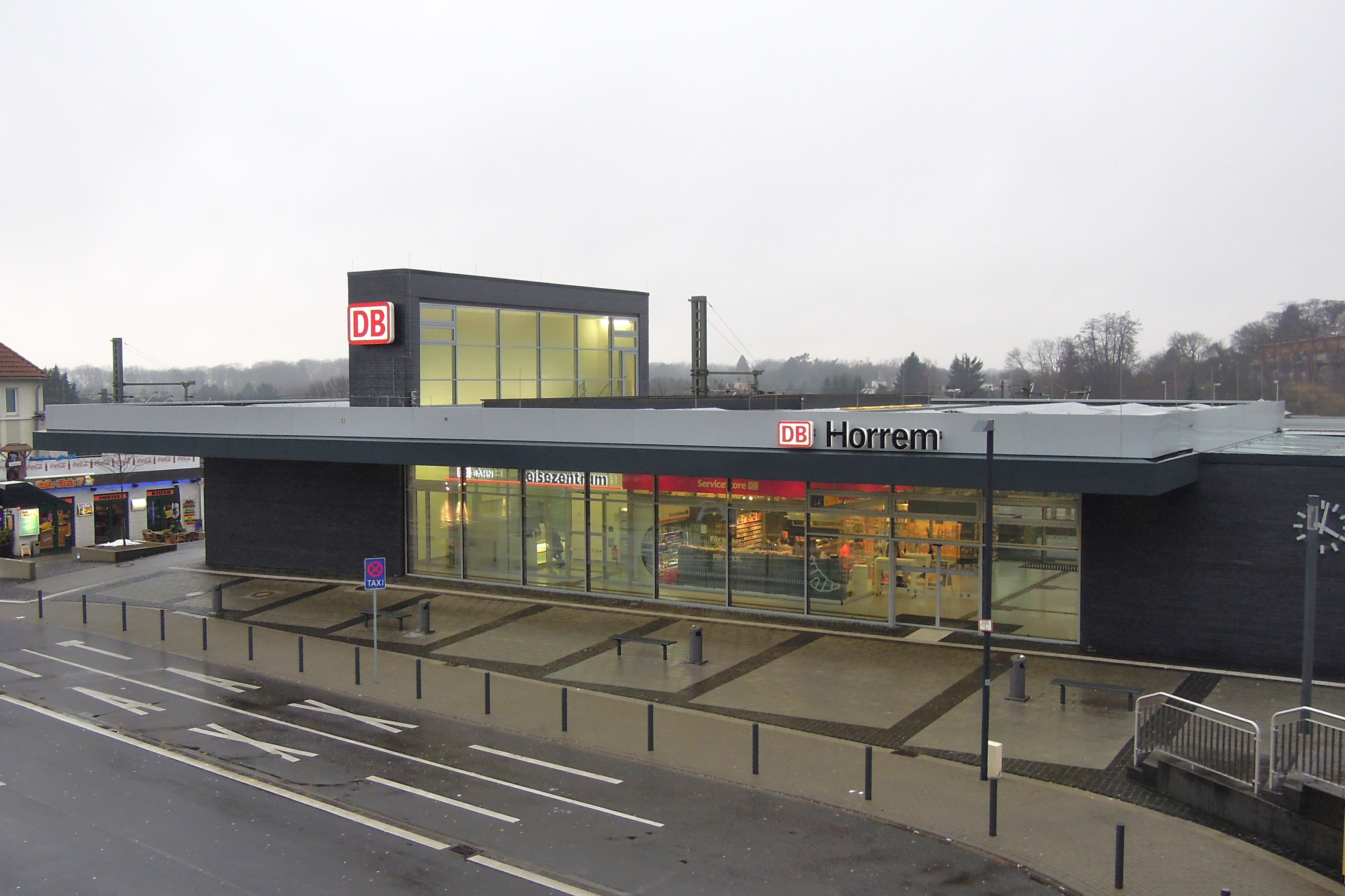
Bahnhof Horrem: neues Bahnhofsgebäude

Kerpen liegt am Autobahnkreuz (Kreuz Kerpen) der Bundesautobahnen 4 und 61.
In Blatzheim kreuzen sich die Bundesstraßen 264 und 477. Es gibt insgesamt drei Autobahnausfahrten auf dem Stadtgebiet sowie drei in sehr naher Entfernung in direkter Nähe. Die Aachener Straße aus Köln endet direkt zwischen Kerpen-Sindorf und Bergheim-Ahe.
Kerpen liegt an der Schnellfahrstrecke Köln–Aachen und hat an ihr drei Bahnhalte; Buir, Horrem und Sindorf. Während in Buir und Sindorf nur die S-Bahn hält, halten im Bahnhof Horrem, dem größten Bahnhof im Stadtgebiet, auch weitere Regionalzüge. Hier zweigt außerdem die Erftbahn nach Bedburg über Bergheim ab.
Der Stadtkern von Kerpen hat keinen Bahnanschluss mehr. Ursprünglich war er durch die Bergheimer Kreisbahn erschlossen, die 1913 verstaatlicht wurde. In den 1950er Jahren mussten Teile der Strecke (insbesondere der Bahnhof Mödrath) einem Tagebau weichen. Der Abbau der Strecke erfolgte nach und nach in den 1960er Jahren.
Innerörtlich und mit den Nachbargemeinden werden die Ortsteile durch Buslinien der Rhein-Erft-Verkehrsgesellschaft im Verkehrsverbund Rhein-Sieg (VRS) erschlossen, die durch ein Anrufsammeltaxisystem ergänzt werden. Haupthaltestellen und Umstiegspunkte im Kernort sind Kerpen Rathaus und Kerpen Stadtarchiv.
| Linie | Betreiber | Verlauf |
| ----- | --------- | --- |
| 276   | Rurtalbus | Düren Bf/ZOB – StadtCenter – Distelrath – Merzenich Schöne Aussicht – Golzheim – Buir / Blatzheim (– Bergerhausen – Manheim-neu – Langenich – Kerpen)                                                  |
| 911   | REVG      | Brüggen – Balkhausen – Türnich – Kerpen – Sindorf |
| 920   | REVG      | Erftstadt Bf – Liblar – Lechenich – Konradsheim – Dirmerzheim – Gymnich – Kerpen – Sindorf – Horrem Bf                                                                                                 |
| 922   | Tirtey    | Bergheim Bf – Zieverich – Thorr – Widdendorf – Heppendorf – Ahe – Kerpen-Sindorf S – Kerpen, Schützenstr.                                                                                              |
| 933   | REVG      | Buir / Niederbolheim – Blatzheim – Bergerhausen – Manheim-neu – Langenich – Kerpen – Sindorf Schulzentrum                                                                                              |
| 964   | REVG      | Kerpen Lörsfelder Busch – Mödrath – Kerpen – Götzenkirchen – Horrem Markt – Horrem Bf – Neu-Bottenbroich – Habbelrath – Grefrath – Benzelrath – Frechen Rathaus                                        |
| 966   | REVG      | Kerpen – Sindorf / Horrem Markt – Horrem Bf (– Neu-Bottenbroich) |
| 976   | REVG      | Frechen EuroPark – Frechen Rathaus – Benzelrath – Grefrath – Habbelrath – Neu-Bottenbroich – Horrem Bf – (Sindorf Schulzentrum –) Kerpen – Langenich – Manheim-neu – Bergerhausen – Blatzheim – Buir S |
| SB92  | REVG      | Schnellbus: Elsdorf Busbf – Bergheim – Kenten Martinswerk – Quadrath-Ichendorf – Ahe – Sindorf – Kerpen                                                                                                |
| SB93  | REVG      | Schnellbus: Kerpen – Lechenich – Liblar – Heide – Brühl – Wesseling |
| 788   | REVG      | AST-Verkehr: Anrufsammeltaxi Kerpen |

Die Stadt ist an mehrere Radwanderwege angeschlossen:
- Die 524 km lange Wasserburgen-Route verbindet mehr als 130 Burgen am Rand der Eifel und in der Kölner Bucht.
- Die 480 km lange Kaiser-Route verläuft von Aachen nach Paderborn und ist nach Kaiser Karl dem Großen benannt, der in Aachen residierte. Der Routenverlauf orientiert sich an der mutmaßlichen Route, die das kaiserliche Heer im Jahr 775 auf seinem Kreuzzug in das Gebiet der Sachsen nahm.
- Der Erft-Radweg führt über rund 110 Kilometer an der Erft entlang. Von der Quelle in Nettersheim-Holzmülheim bis zur Mündung in den Rhein in Neuss.
- Die Deutsche Fußballroute NRW führt 800 Kilometer quer durch Nordrhein-Westfalen. Sie ist der bislang einzige unter einem populären und landesübergreifenden Thema angelegte Erlebnisradweg in NRW. Die „Sagenroute des Deutschen Fußballs“ erschließt neben fußballerischen Kultorten wie die Veltins-Arena in Gelsenkirchen oder das Borusseum in Dortmunder Westfalenstadion auch die touristischen Highlights in NRW.
- Das 265 km lange Radwegenetz der Tälerroute erschließt touristisch interessante Orte in Nordrhein-Westfalen auf familienfreundlicher Strecke.
- Auf Initiative von Schülern des Europagymnasium Kerpen und mit Unterstützung der Fahrradfreundlichen Stadt Kerpen (seit 2012)[26] und Sponsoren wurde im Jubiläumsjahr 200 Jahre Adolph Kolping ein 20 km (mit Erweiterung 30 km) langer Rundweg ausgeschildert, der zu zahlreichen Erinnerungsstationen aus dem Leben Kolpings führt, die zugleich Sehenswürdigkeiten der Stadt sind.[29]

### Öffentliche Einrichtungen

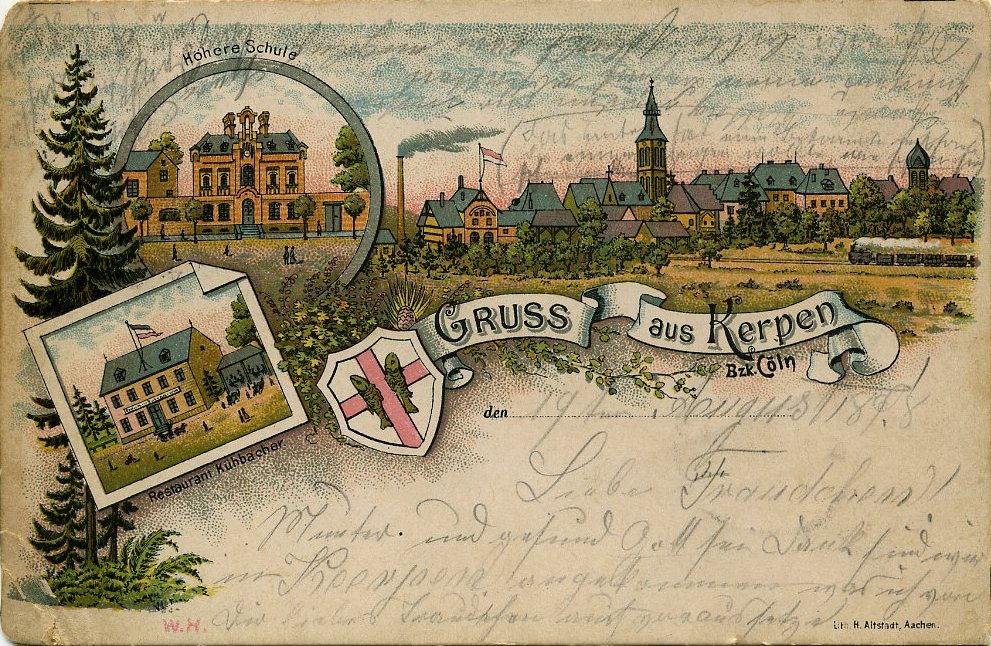
Höhere Schule, 1898

- Das Amtsgericht Kerpen, zuständig für Kerpen und Frechen, befindet sich in der Stadt.
- Die Stadt Kerpen unterhält ein eigenes Archiv, das allgemein zugänglich ist.
- Die Stadt Kerpen hat die Aufgaben der öffentlichen Büchereiversorgung der Katholischen Kirchengemeinde St. Martinus übertragen, die für die Stadt Kerpen die Aufgaben einer Stadtbücherei wahrnimmt. Darüber hinaus ist die Bibliothek des Kerpener Gymnasiums mit 32.000 Bänden öffentlich zugänglich.

### Sonstige kulturelle Einrichtungen
Kerpen hat zwei Kinos, die auch für kulturelle Veranstaltungen und Zusammenkünfte der Vereine genutzt werden: das traditionsreiche Capitol aus den 1950er Jahren, modernisiert, mit zwei Sälen und das Euromax mit fünf Sälen.

### Bildung
In Kerpen existieren zwölf Grundschulen, die sich auf alle Stadtteile verteilen, das Europagymnasium, zwei Realschulen, zwei Berufsschulen, zwei Hauptschulen, eine Gesamtschule sowie eine Sonderschule.

## Persönlichkeiten

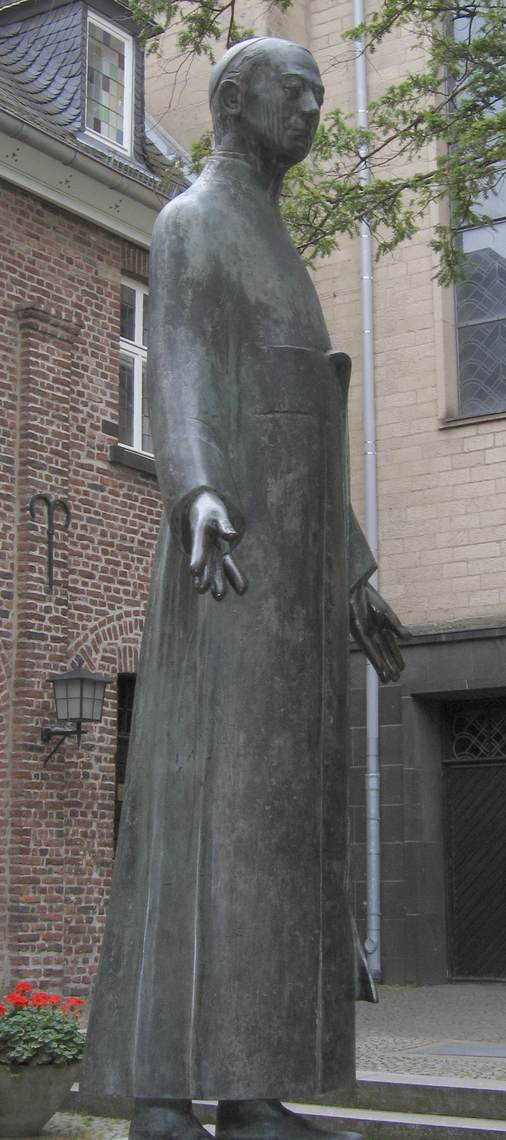
Kolpingdenkmal in Kerpen

### In Kerpen geboren
- Adolph Kolping (1813–1865), Priester und Gründer des Kolpingwerks, Gesellenvater
- Wilhelm Joseph Reiff (1822–?), Kommis und Angeklagter im Kölner Kommunistenprozess; geboren in Hemmersbach (heute Horrem)
- Peter Hecker (1884–1971), Maler; geboren in Kerpen-Türnich
- Josef Kramp (1886–1940), Jesuit und Theologe
- Franz Horster (1887–1953), Unternehmer und Politiker
- Karl Meyer (1899–1990), Mediziner, Biochemiker und Hochschullehrer
- Hermann Josef Baum (1927–2009), Künstler, Museum H. J. Baum im Haus für Kunst und Geschichte der Stadt Kerpen
- Karlheinz Stockhausen (1928–2007), Komponist; geboren in Kerpen-Mödrath
- Josef Stollenwerk (1930–2016), Unternehmer und Karnevalist
- Kurt Moll (1938–2017), klassischer Sänger (Bass); geboren in Kerpen-Buir
- Karin von Welck (* 1947), Ethnologin, 2004–2010 Kultursenatorin der Freien und Hansestadt Hamburg; geboren in Kerpen-Buir
- Ady Zehnpfennig (* 1949), Musiker
- Horst Wilhelm Hamacher (* 1951), Wirtschaftsmathematiker
- Franz-Peter Hofmeister (* 1951), Leichtathlet und Olympiamedaillengewinner
- Gerd Strack (1955–2020), Fußballspieler
- Joachim Wundrak (* 1955), Generalleutnant der Luftwaffe der Bundeswehr, Bundestagsabgeordneter
- Marianne Ravenstein (1957–2024), Kommunikationswissenschaftlerin, Hochschullehrerin
- Marlies Sieburg (* 1959), 2004–2015 Bürgermeisterin von Kerpen; geboren in Kerpen-Buir
- Alexander Budde (* 1971), Hörfunkjournalist

### Mit Kerpen verbunden
- Ludwig van Beethoven (1770–1827), Komponist, lebte einige Zeit in Kerpen (sein Haus war das frühere Geschäft „Strohband“).
- Peter Hecker (1884–1971), Maler, lebte in Kerpen.
- Wolfgang Graf Berghe von Trips (1928–1961), Rennfahrer, aufgewachsen in Burg Hemmersbach (Kerpen-Horrem), begraben in Horrem.
- Adolf „Addi“ Furler (1933–2000), Sportjournalist. lebte in Kerpen-Türnich.
- Günter Noris (1935–2007), Bandleader (Bundeswehr Bigband), Pianist, Arrangeur und Komponist, lebte und starb in Kerpen.
- Reinold Louis (1940–2024), Autor und Kenner des kölschen Brauchtums, lebt und wirkt in Kerpen.
- Graham Bonney (* 1943), Schlagersänger, hat in der Stadt seinen Wohnsitz.
- Manuela (1943–2001), Schlagersängerin, lebte von 1985 bis 1991 in Kerpen-Horrem.
- Petra Hammesfahr (* 1951), Schriftstellerin und Drehbuchautorin, lebt in Kerpen.
- Michael Robert Rhein (* 1964), Sänger und Gründer der Mittelalter-Rockband In Extremo
- Antje Grothus (* 1964), Umweltschützerin, Politikerin (Bündnis 90/Die Grünen), Landtagsabgeordnete
- Guido Paul (1969–2015), Spiele- und Comicautor, lebte in Kerpen.
- Michael Schumacher (* 1969), Rennfahrer, 7 × Formel-1-Weltmeister, wuchs in Kerpen-Manheim auf.
- Peter Sitt (* 1969), Schwimmer, 1988 Olympiadritter 4 × 200-m-Freistil sowie 1987 Europameister 4 × 200-m-Freistil
- Ralf Paul (* 1971), Comiczeichner, lebt in Kerpen.
- James A. Sullivan (* 1974), Fantasy-Autor, lebt in Kerpen.
- Ralf Schumacher (* 1975), Rennfahrer, wuchs in Kerpen-Manheim auf.
- Jan Rouven (* 1977 als Jan Rouven Füchtener), Magier, wuchs in Kerpen auf.
- Timo Hübsch (* 1977), Schauspieler, lebt in Kerpen.
- Patrice Bart-Williams (* 1979), Reggae-Musiker, wuchs in Kerpen-Brüggen auf.
- Sontje Peplow (* 1981), Schauspielerin, wuchs in Kerpen auf.
- Eko Fresh (* 3. September 1983 in Köln; bürgerlich Ekrem Bora) ist ein deutscher Rapper und Schauspieler, lebt in  Kerpen.[30]
- Katharina Hackhausen (* 1985), Schauspielerin, wuchs in Kerpen-Horrem auf.
- Adam Matuschyk (* 1989), Fußballspieler, lebt in Kerpen-Buir.
- Dominik Hees (* 1989), Schauspieler und Musicaldarsteller, wuchs in Kerpen auf.
- Oskar Keymer (* 2003), Schauspieler, lebt in Kerpen.

## Sonstiges

### Telefonvorwahlen
In Kerpen gibt es mehrere Telefonvorwahlen:
- 02237 für Balkhausen, Brüggen, Kerpen, Mödrath und Türnich;
- 02273 für Horrem, Neu-Bottenbroich und Sindorf;
- 02275 für Blatzheim, Buir, Manheim und Manheim-neu.

### Postleitzahlen
Kerpen ist in mehrere Postleitzahlenbereiche unterteilt:
- 50169 für Balkhausen, Brüggen, Horrem, Neu-Bottenbroich und Türnich;
- 50170 für Buir, Manheim und Sindorf;
- 50171 für Blatzheim, Kerpen, Manheim-neu und Mödrath.